# Грідіно (Верховазький район)
Грі́діно (рос. Гридино) — присілок у складі Верховазького району Вологодської області, Росія. Входить до складу Липецького сільського поселення.

## Населення
Населення — 40 осіб (2010; 35 у 2002).
Національний склад (станом на 2002 рік):
- росіяни — 97 %